# 桂樱
桂樱（学名：Prunus laurocerasus），原产地在黑海靠近西南亚德一带，以及东南欧洲，从阿尔巴尼亚到保加利亚东部，从土耳其到高加索山脉，伊朗北部，甚至西欧，都有种植。在北美洲也称为“英格兰月桂”。

## 特征
常绿灌木，5－15米高，60厘米宽，树叶呈深绿色，兼任有光泽，10－25厘米宽，4－10厘米长，周围稍微成锯齿状。花蕾在春天出现，在夏天开放，7－15厘米的总状花序包含30－40个花朵，每个花朵1厘米宽。果实为一种的1－2厘米宽的浆果，在秋天变成黑色。

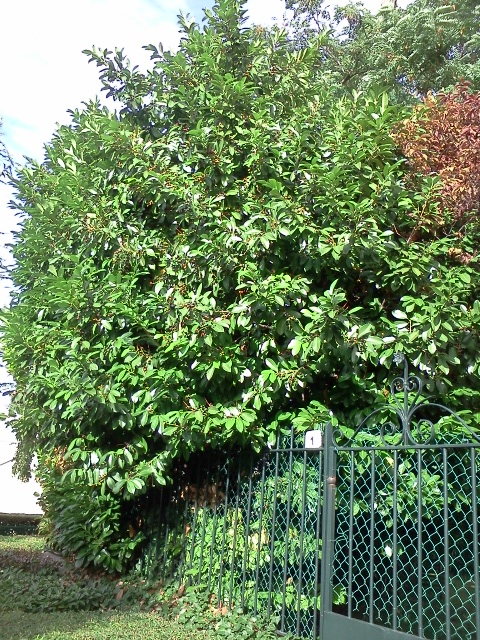
树
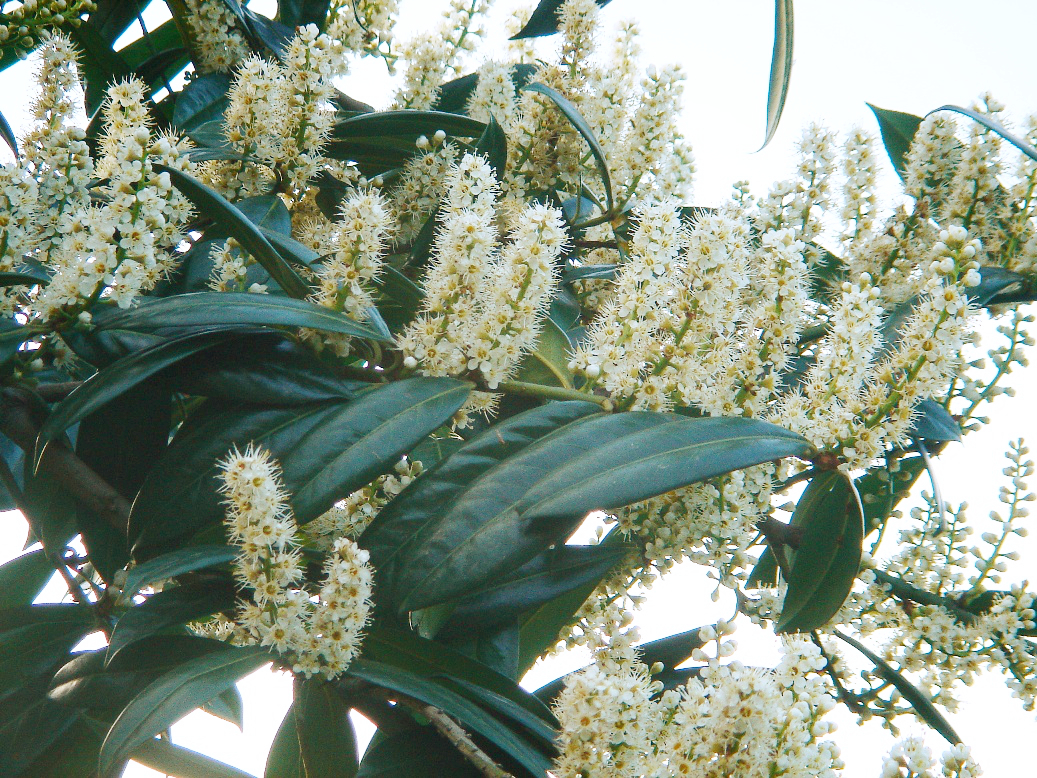
叶和花
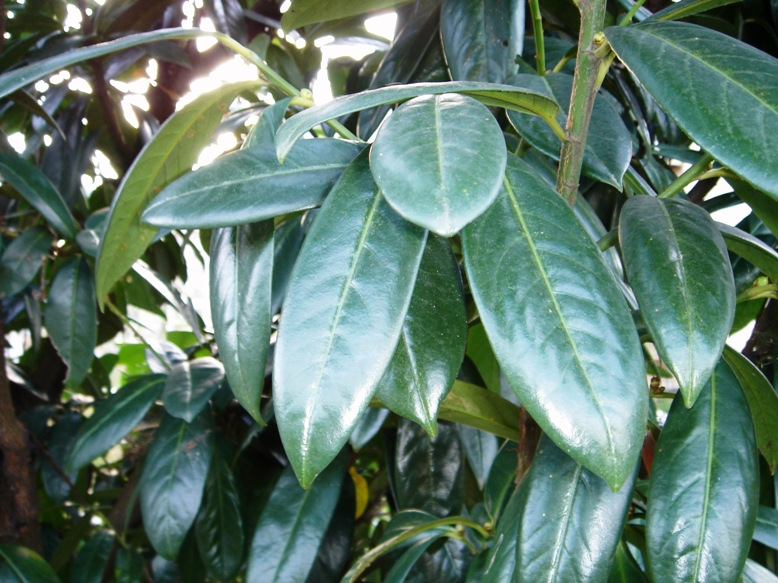
叶
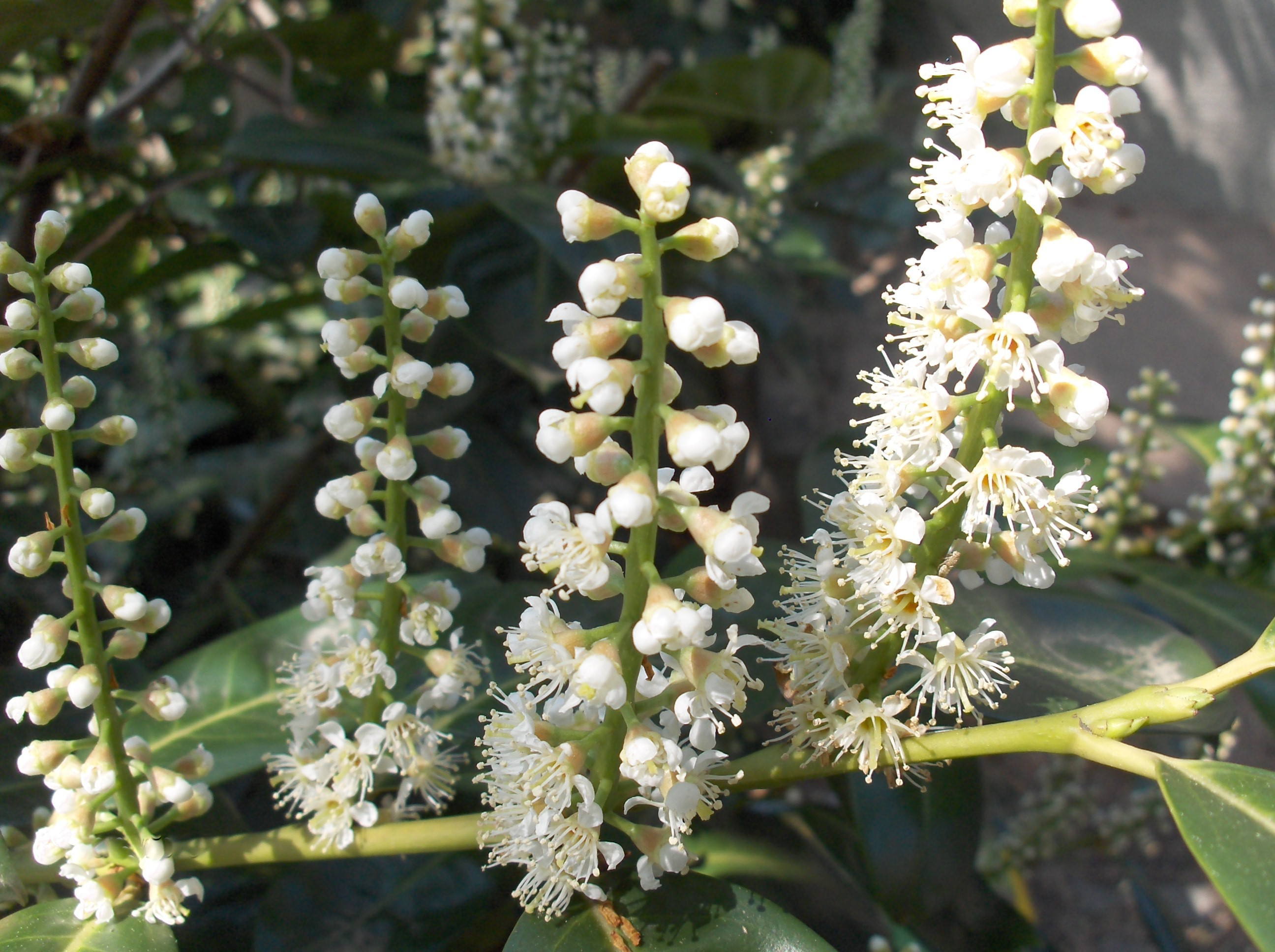
花
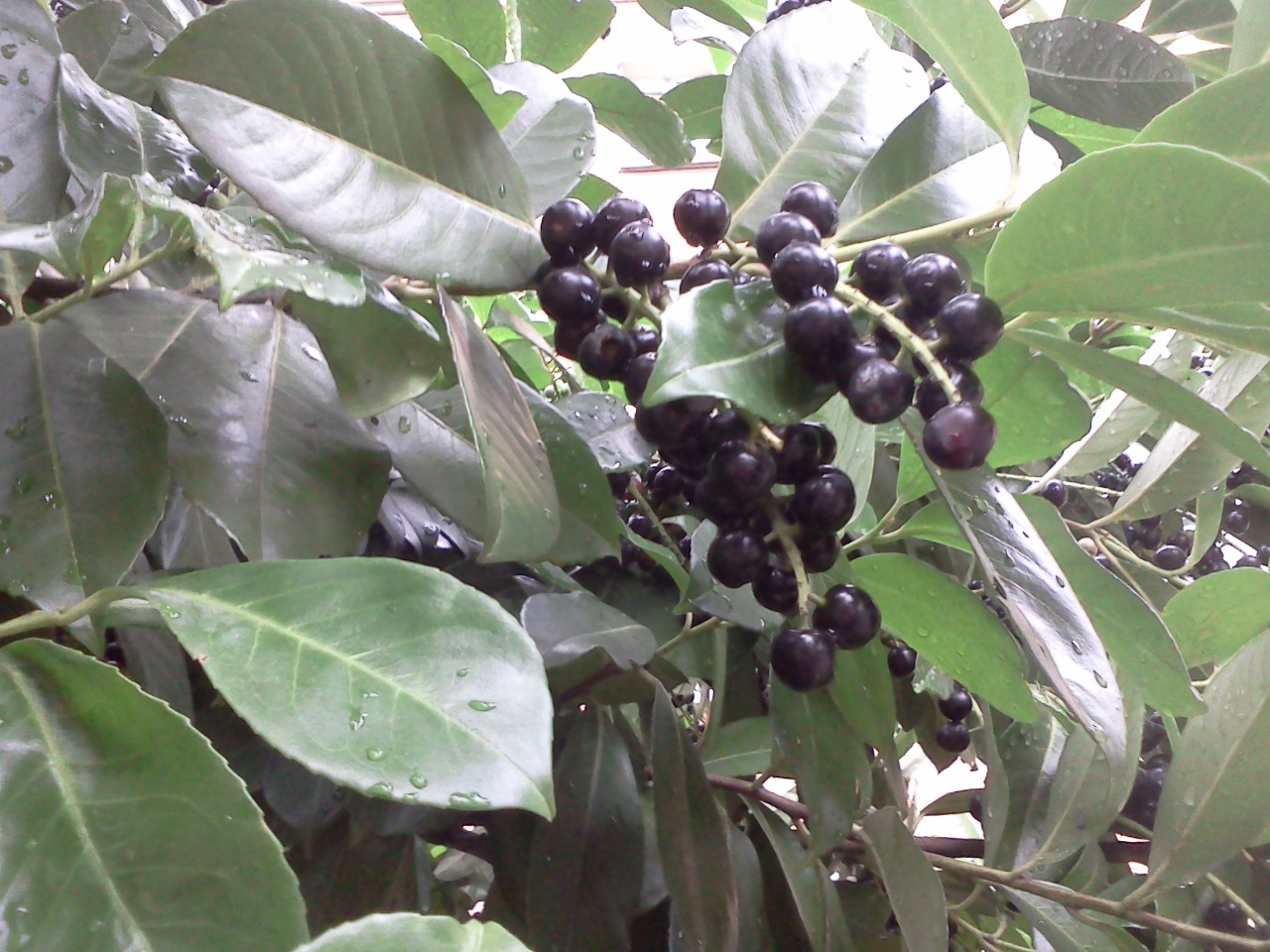
果

## 培育和用途
桂樱作为观赏植物被全世界各地大规模地栽种，大多数生命力很强。

## 毒性
如果人類攝入葉子和種子，可能會導致嚴重不適甚至死亡。 歷史上，它在羅馬帝國（例如尼祿）被用於處決和政治暗殺。果实种子含有糖苷和扁桃苷。桂樱水是由这种植物制造的蒸馏液，含有氢氰酸成分和其他化合物，並且有毒。